# Roland Weitzenböck
Roland Weitzenböck (Kremsmünster, 26 maggio 1885 – Zelhem, 24 luglio 1955) è stato un matematico austriaco. Si occupò soprattutto di geometria differenziale, introducendo nel 1921 una particolare connessione lineare detta connessione di Weitzenböck. Nel 1923 fu nominato professore di matematica presso l'Università di Amsterdam su iniziativa di Brouwer, dopo che Hermann Weyl aveva rifiutato l'offerta di Brouwer.

## Biografia
Roland Weitzenböck nacque a Kremsmünster, Austria Ungheria. Negli anni 1902-1904 studiò presso l'Accademia Tecnica Militare di Mödling (ora HTL Vienna) ed in seguito divenne capitano dell'esercito austriaco. In seguito si iscrisse all'Università di Vienna, dove si laureò nel 1910 con la tesi Zum sistema von 3 Strahlenkomplexen im 4 dimensionalen Raum. Compì ulteriori studi di perfezionamento a Bonn e Gottinga e nel 1912 fu nominato professore presso l'Università di Graz. Prestò servizio militare nella prima guerra mondiale. Nel 1918 divenne professore di Matematica presso l'Università Karl Ferdinand di Praga.
Egli pubblicò importanti articoli sulla nozione di torsione. Inoltre, nel suo articolo "Invarianti differenziali nella teoria della teleparallelismo di Einstein" Weitzenböck diede una bibliografia presumibilmente completa di riferimenti bibliografici sulla torsione, tuttavia senza menzionare Élie Cartan.
Weitzenböck morì a Zelhem, Paesi Bassi nel 1955. Tra i suoi studenti di dottorato vi furono GFC Griss, Daniel Rutherford e Max Euwe.

## Pubblicazioni
- Komplex-Symbolik. Eine Einführung in die analytische Geometrie mehrdimensionaler Räume, Leipzig, Göschen, 1908.[2]
- Invariantentheorie, Groningen, Noordhoff, 1923.
- Der vierdimensionale Raum, Braunschweig, F. Vieweg & Sohn, 1929.
- Neuere Arbeiten zur algebraischen Invariantentheorie. Differentialinvarianten. Enzyklopädie der mathematischen Wissenschaften, III, Bd.3, Teubner 1921
- Differentialinvarianten in der Einsteinschen Theorie des Fernparallelismus, Sitzungsberichte Preußische Akademie der Wissenschaften, Phys.-Math.Klasse, 1928, S.466